# TOP12 2018-2019
Il TOP12 2018-19 fu l'89º campionato nazionale italiano di rugby a 15 di prima divisione.
Fu il primo campionato a chiamarsi TOP12, avendo avuto fino all'edizione precedente la denominazione di Eccellenza.
Si tenne dal 15 settembre 2018 al 18 maggio 2019 tra 12 squadre con la formula del girone unico all'italiana e, a seguire, una fase di play-off tra le prime quattro classificate, mentre le ultime due retrocedettero in Serie A.
Il 29 aprile 2019 assunse il nome di Peroni TOP12 dopo accordo di naming con il birrificio Peroni, valido fino a tutto il campionato 2021-22.
Esordienti assolute nella massima serie erano i padovani del Valsugana e il Verona (singolarmente le uniche due società presenti, nella stagione 2018-19, con le proprie squadre seniores sia nella prima divisione maschile che femminile); per effetto di ciò il Veneto fu rappresentato nel torneo con 6 squadre su 12 (oltre alle due citate, il Petrarca di Padova campione uscente, Rovigo, Mogliano e San Donà).
Le altre regioni che si presentarono con più di un club furono la Lombardia (Calvisano e Viadana) e il Lazio (Fiamme Oro e S.S. Lazio, entrambe di Roma), mentre con una ciascuna parteciparono Emilia-Romagna e Toscana (rispettivamente Valorugby e I Medicei, di Firenze).
Mentre in coda si rese necessario un play-out per decretare la squadra retrocedenda, avendo S.S. Lazio e Verona terminato a pari punti al penultimo posto (nel successivo spareggio in campo neutro a Padova i romani vinsero 16-14 una gara decisa solo negli ultimi minuti di gioco), a qualificarsi per i play-off scudetto furono tre club pluricampioni (Calvisano, Petrarca e Rovigo) e la outsider Valorugby, mai entrata nelle prime quattro e fresca vincitrice della sua prima Coppa Italia.
Gli emiliani dovettero affrontare il più esperto Calvisano, uscendo nettamente sconfitti dal doppio confronto, mai in discussione, con un complessivo 20-66; nell'altra semifinale, altresì, la sfida tra padovani e polesani fu più equilibrato: al pareggio 10-10 dell'andata fece da contraltare la vittoria al ritorno di Rovigo per 18-9.
Si trattò della quinta finale tra veneti e lombardi nelle ultime sei edizioni e più in particolare della sesta finale consecutiva di Calvisano.
Allo stadio San Michele la squadra del Bresciano ebbe la meglio sui rossoblu rodigini per 33-10 in una gara in cui questi ultimi riuscirono a varcare la linea di meta solo a tempo quasi scaduto.
Per Calvisano si trattò del settimo scudetto, con cui consolidò la posizione di quinta squadra più titolata d'Italia alle spalle di Amatori Milano (18), Benetton (15), Petrarca (13) e Rovigo (12).

## Squadre partecipanti
| Club       | Sponsor                                       | Città             | Impianto interno                          |
| ---------- | --------------------------------------------- | ----------------- | ----------------------------------------- |
| Calvisano  | Patarò (alimentari) Kawasaki Robot (robotica) | Calvisano         | Stadio San Michele                        |
| Fiamme Oro |                                               | Roma              | CS Polizia di Stato, caserma S. Gelsomini |
| S.S. Lazio |                                               | Roma              | CS Giulio Onesti                          |
| I Medicei  | Toscana Aeroporti                             | Firenze           | Stadio Mario Lodigiani                    |
| Mogliano   |                                               | Mogliano Veneto   | Stadio Maurizio Quaggia                   |
| Petrarca   | Argos (settore energetico)                    | Padova            | CS Memo Geremia e Stadio Plebiscito       |
| Valorugby  | Conad (grande distribuzione)                  | Reggio Emilia     | Stadio Mirabello e CS Crocetta Canalina   |
| Rovigo     | Femi-CZ (portacavi)                           | Rovigo            | Stadio Mario Battaglini                   |
| San Donà   | Lafert (motori elettrici)                     | San Donà di Piave | Stadio Romolo Pacifici                    |
| Valsugana  |                                               | Padova            | Stadio Plebiscito                         |
| Verona     | Payanini (settore lapideo)                    | Verona            | Payanini Rugby Center                     |
| Viadana    |                                               | Viadana           | Stadio Luigi Zaffanella                   |

## Stagione regolare

### Risultati
| 15-9-2018  | 1ª/12ª giornata        | 26-1-2019 |
| ---------- | ---------------------- | --------- |
| 37-3       | Calvisano — Verona     | 33-20     |
| 45-17      | Fiamme Oro — Mogliano  | 60-10     |
| 22-25      | I Medicei — Valorugby  | 6-10      |
| 41-8       | Rovigo — Lazio         | 61-24     |
| 9-40       | Valsugana — Petrarca   | 17-24     |
| 45-7       | Viadana — San Donà     | 9-18      |
|            |                        |           |
| 6-10-2018  | 4ª/15ª giornata        | 16-2-2019 |
| 7-8        | Calvisano — Fiamme Oro | 31-13     |
| 13-5       | Lazio — San Donà       | 19-21     |
| 26-3       | Mogliano — Viadana     | 22-24     |
| 16-3       | I Medicei — Valsugana  | 23-13     |
| 18-7       | Petrarca — Verona      | 36-8      |
| 16-19      | Valorugby — Rovigo     | 21-30     |
|            |                        |           |
| 11-11-2018 | 7ª/18ª giornata        | 16-3-2019 |
| 22-33      | Lazio — Mogliano       | 22-28     |
| 23-18      | Petrarca — Calvisano   | 3-10      |
| 12-19      | San Donà — Valorugby   | 19-31     |
| 17-21      | Valsugana — Rovigo     | 0-45      |
| 17-33      | Verona — I Medicei     | 14-30     |
| 27-14      | Viadana — Fiamme Oro   | 24-29     |
|            |                        |           |
| 22-12-2018 | 10ª/21ª giornata       | 13-4-2019 |
| 25-0       | Fiamme Oro — Lazio     | 31-34     |
| 14-9       | I Medicei — Petrarca   | 20-26     |
| 24-15      | Valorugby — Mogliano   | 36-27     |
| 61-7       | Rovigo — Verona        | 36-28     |
| 24-17      | Valsugana — San Donà   | 14-36     |
| 20-31      | Viadana — Calvisano    | 16-36     |

| 22-9-2018  | 2ª/13ª giornata        | 2-2-2019  |
| ---------- | ---------------------- | --------- |
| 35-10      | Calvisano — I Medicei  | 24-11     |
| 24-23      | Lazio — Viadana        | 16-27     |
| 17-5       | Mogliano — Valsugana   | 13-26     |
| 16-0       | Petrarca — Rovigo      | 10-17     |
| 43-29      | Valorugby — Fiamme Oro | 35-33     |
| 23-10      | San Donà — Verona      | 11-15     |
|            |                        |           |
| 27-10-2018 | 5ª/16ª giornata        | 3-3-2019  |
| 12-44      | Lazio — Calvisano      | 14-45     |
| 18-20      | Rovigo — I Medicei     | 42-23     |
| 9-13       | San Donà — Petrarca    | 7-26      |
| 22-31      | Valsugana — Fiamme Oro | 31-43     |
| 8-34       | Verona — Mogliano      | 20-21     |
| 20-18      | Viadana — Valorugby    | 22-23     |
|            |                        |           |
| 18-11-2018 | 8ª/19ª giornata        | 23-3-2019 |
| 20-27      | Calvisano — Rovigo     | 35-24     |
| 68-14      | Fiamme Oro — Verona    | 29-26     |
| 21-27      | Mogliano — Petrarca    | 0-58      |
| 20-24      | I Medicei — San Donà   | 12-38     |
| 54-10      | Valorugby — Lazio      | 36-27     |
| 20-14      | Valsugana — Viadana    | 26-41     |
|            |                        |           |
| 5-1-2019   | 11ª/22ª giornata       | 27-4-2019 |
| 23-18      | Calvisano — Valorugby  | 16-21     |
| 22-21      | Lazio — Valsugana      | 36-31     |
| 3-8        | Mogliano — I Medicei   | 0-50      |
| 18-10      | Petrarca — Fiamme Oro  | 27-24     |
| 27-59      | San Donà — Rovigo      | 16-43     |
| 22-18      | Verona — Viadana       | 30-34     |

| 29-9-2018 | 3ª/14ª giornata        | 9-2-2019 |
| --------- | ---------------------- | -------- |
| 15-14     | Fiamme Oro — I Medicei | 21-27    |
| 19-15     | Rovigo — Mogliano      | 25-17    |
| 17-14     | San Donà — Calvisano   | 14-61    |
| 26-42     | Valsugana — Valorugby  | 7-38     |
| 27-7      | Verona — Lazio         | 20-0     |
| 13-19     | Viadana — Petrarca     | 6-17     |
|           |                        |          |
| 3-11-2018 | 6ª/17ª giornata        | 9-3-2019 |
| 22-17     | Fiamme Oro — Rovigo    | 27-52    |
| 10-22     | I Medicei — Viadana    | 21-26    |
| 26-15     | Mogliano — San Donà    | 14-43    |
| 15-12     | Petrarca — Lazio       | 24-14    |
| 31-19     | Valorugby — Verona     | 26-10    |
| 0-45      | Valsugana — Calvisano  | 21-35    |
|           |                        |          |
| 1-12-2018 | 9ª/20ª giornata        | 6-4-2019 |
| 30-41     | Lazio — I Medicei      | 35-28    |
| 23-32     | Mogliano — Calvisano   | 0-34     |
| 18-20     | Petrarca — Valorugby   | 15-10    |
| 10-3      | San Donà — Fiamme Oro  | 19-50    |
| 18-15     | Verona — Valsugana     | 26-23    |
| 9-28      | Viadana — Rovigo       | 7-40     |

## Classifica
| Pos | Squadra    | G  | V  | N | P  | PF  | PS  | DP   | BMP | Pt |
| --- | ---------- | -- | -- | - | -- | --- | --- | ---- | --- | -- |
| 1   | Calvisano  | 22 | 18 | 0 | 4  | 650 | 307 | +343 | 18  | 90 |
| 2   | Rovigo     | 22 | 18 | 0 | 4  | 682 | 369 | +313 | 16  | 88 |
| 3   | Petrarca   | 22 | 18 | 0 | 4  | 455 | 242 | +213 | 10  | 82 |
| 4   | Valorugby  | 22 | 16 | 0 | 6  | 576 | 419 | +157 | 15  | 79 |
| 5   | Fiamme Oro | 22 | 12 | 0 | 10 | 606 | 478 | +128 | 19  | 67 |
| 6   | I Medicei  | 22 | 10 | 0 | 12 | 409 | 450 | −41  | 11  | 51 |
| 7   | San Donà   | 22 | 9  | 0 | 13 | 402 | 502 | −100 | 9   | 45 |
| 8   | Viadana    | 22 | 9  | 0 | 13 | 416 | 467 | −51  | 8   | 44 |
| 9   | Mogliano   | 22 | 7  | 0 | 15 | 392 | 556 | −164 | 9   | 37 |
| 10  | S.S. Lazio | 22 | 6  | 0 | 16 | 365 | 650 | −285 | 6   | 30 |
| 11  | Verona     | 22 | 6  | 0 | 16 | 344 | 590 | −246 | 6   | 30 |
| 12  | Valsugana  | 22 | 3  | 0 | 19 | 340 | 607 | −267 | 11  | 23 |

### Spareggio retrocessione
| Arbitro: | Marius Mitrea (Udine) |

|                       |      |                      |
| Guardiano 23’         | mt   | 45’ R. Pavan         |
| Bonifazi 23’          | tr   |                      |
| Bonifazi 8’, 50’, 78’ | c.p. | 2’, 63’, 74’ Mortali |

## Play-off
|  | Semifinali | Semifinali | Semifinali | Semifinali | Semifinali |  |  | Finale    | Finale    | Finale |  |
|  |            |            |            |            |            |  |  |           |           |        |  |
|  | 4          | Valorugby  | 17         | 3          | 20         |  |  |           |           |        |  |
|  | 1          | Calvisano  | 25         | 41         | 66         |  |  | Calvisano | Calvisano | 33     |  |
|  | 3          | Petrarca   | 10         | 9          | 19         |  |  | Rovigo    | Rovigo    | 10     |  |
|  | 2          | Rovigo     | 10         | 18         | 28         |  |  |           |           |        |  |

### Semifinali
| Arbitro: | Matteo Liperini (Livorno) |

|                           |      |                           |
| Ngaluafe 29’ Mordacci 65’ | mt   | 5’ Casilio 24’, 45’ Bruno |
| Farolini 29’, 65’         | tr   | 24’, 45’ Pescetto         |
| Farolini 14’              | c.p. | 40’, 80’ Pescetto         |

| Arbitro: | Andrea Piardi (Brescia) |

|                      |      |              |
| Michieletto 80’      | mt   | 10’ Ferro    |
| Zini 80’             | tr   | 10’ Mantelli |
| Menniti Ippolito 35’ | c.p. | 40’ Mantelli |

| Arbitro: | Vincenzo Schipani (Benevento) |

|                                                           |      |              |
| Bruno 47’, 49’ Vunisa 69’ Chiesa 71’ Panceyra Garrido 77’ | mt   |              |
| Pescetto 47’, 49’ Bordoli 69’, 71’, 77’                   | tr   |              |
| Pescetto 38’, 53’                                         | c.p. | 42’ Farolini |

| Arbitro: | Matteo Liperini (Livorno) |

|                            |      |                           |
| Barion 29’ Majstorović 66’ | mt   |                           |
| Mantelli 29’               | tr   |                           |
| Mantelli 75’, 79’          | c.p. | 35’, 40’ Menniti Ippolito |
|                            | drop | 2’ Menniti Ippolito       |

### Finale
| Arbitro: | Marius Mitrea (Udine) |

| |              | |
| Manfredi 63’ Bruno 69’ | mt           | 80’ Canali |
| Pescetto 69’ | tr           | 80’ Chillon |
| Pescetto 3’, 12’, 33’, 37’, 45’, 54’ Bordoli 76’ | c.p.         | 7’ Mantelli |
| · Chiesa (c) · Bruno · Panceyra Garrido · Lucchin · 74’ De Santis · 75’ Pescetto · 75’ Casilio · 70’ Fischetti · 70’ Manfredi · 75’ Leso · 67’ Cavalieri · Andreotti · Casolari · 68’ Zdrilich · Vunisa | Formazioni   | · Odiete · Barion 74’ · Majstorović · Antl · Cioffi · Mantelli 51’ · Chillon · Brugnara 56’ · Momberg 51’ · D’Amico 74’ · Ferro (c) · Cicchinelli 74’ · Vian 41’ · Lubian · Halvorsen 74’ |
| · 70’ Brarda · 70’ 75’ Morelli · 75’ Biancotti · 67’ v. Vuuren · 68’ Martani · 75’ Semenzato · 75’ Bordoli · 74’ Balocchi                                                                               | Sostituzioni | · Rossi 56’ · Cadorini 51’ · Pavesi 74’ · Nibert 74’ · Canali 41’ · Venco 74’ · Piva 51’ · Angelini 74’                                                                                   |
| Massimo Brunello | Allenatori   | Umberto Casellato |

## Verdetti
- Calvisano: campione d'Italia;
- Valsugana e Verona: retrocesse in serie A.